# Друга лига Србије у америчком фудбалу
Друга лига Србије у америчком фудбалу је некадашњи други ранг такмичења у Србији.  Друга лига Србије је формирана 2012. године као Прва лига Србије (тада се највиши ранг звао Суперлига Србије), али је 2015. године реорганизацијом лига променила назив у Друга лига. Постојала је све до 2022. године. Виши ранг такмичења била је Прва лига Србије.

## Систем такмичења
У лиги учествује 6 клубова. Игра се по једнокружном бод систему, по коме сваки клуб одигра по 5 мечева. Првопласирани клуб на табели пласира се у Прву лигу Србије директно, другопласирани игра бараж за Прву лигу са седмопласираном екипом Прве лиге, док последње пласирана екипа игра бараж за опстанак са првопласираном екипом Треће лиге Србије.

## Клубови у сезони 2022.
| Клуб           | Место      |
| -------------- | ---------- |
| Најтси         | Клек       |
| Ребелси        | Букурешт   |
| Ројал краунси  | Краљево    |
| форестлендерси | Младеновац |

## Пласман у виши ранг
| Сезона | Прво место                           | Друго место               |
| ------ | ------------------------------------ | ------------------------- |
| 2012.  | Сремска Митровица сирмијум лиџонарси | Ниш императори            |
| 2013.  | Инђија индијанси                     | Младеновац форестлендерси |
| 2014.  | Сремска Митровица сирмијум лиџонарси | Чачак ејнџел вориорси     |
| 2015.  | Београд блу драгонси                 | Кикинда мамутси           |
| 2016.  | Сомбор целтиси                       | Кикинда мамутси           |
| 2017.  | Јагодина блек хорнетси               | Кикинда мамутси           |
| 2018.  | Нови Сад вајлд догси                 | Клек најтси               |
| 2019.  | Булси Банат                          | Клек најтси               |
| 2021.  | Кикинда мамутси                      | Београд гладијаторси      |
| 2022.  | Букурешт ребелси                     | Клек најтси               |